# Inteligência artificial amigável
A inteligência artificial amigável, ou IA amigável (IAA), é todo e qualquer tipo de inteligência artificial projetada com uma base moral e ética de modo a atuar em interesse do bem comum geral para a humanidade. Esse tipo de IA é programada especificamente para evitar danos à sociedade com operações seguras e priorizar os valores humanos.

## Etimologia e uso
O termo foi criado por Eliezer Yudkowsky, mais conhecido por popularizar a ideia, para discutir agentes artificiais superinteligentes que implementam valores humanos de forma confiável. O principal livro-texto de inteligência artificial de Stuart J. Russell e Peter Norvig, Artificial Intelligence: A Modern Approach, descreve a ideia:
Yudkowsky (2008) entra em mais detalhes sobre como projetar uma IA amigável. Ele afirma que a simpatia (o desejo de não prejudicar os seres humanos) deve ser projetada desde o início, mas que os projetistas devem reconhecer que seus próprios projetos podem ter falhas e que o robô aprenderá e evoluirá com o tempo. Assim, o desafio é um projeto de mecanismo — definir um mecanismo para a evolução dos sistemas de IA em um sistema de verificações e equilíbrios e dar aos sistemas funções de utilidade que permanecerão amigáveis diante de tais mudanças.
"Amigável" é usado neste contexto como terminologia técnica e seleciona agentes que são seguros e úteis, não necessariamente "amigáveis" no sentido coloquial. O conceito é invocado principalmente no contexto de discussões sobre agentes artificiais com autoaperfeiçoamento recursivo que rapidamente explodem em inteligência, com base no fato de que essa tecnologia hipotética teria um impacto grande, rápido e difícil de controlar na sociedade humana.

## Exemplos de uso da inteligência artificial amigável

### Robôs cuidadores para idosos:
No Japão, especificamente, já começam a surgir robôs com IA amigável sendo utilizados como cuidadores de idosos. Esses robôs cumprem tarefas diárias que os idosos apresentam certo risco e dificuldade para cumprir, além de tomar cuidado das condições físicas e psicológicas dos cuidados.

### IAs educadoras:
Já existem sistemas de inteligência artificial amigável sendo utilizados com o objetivo de personalizar o ensino e a aprendizagem. Essas IAAs são capazes de se adaptar as necessidades específicas de cada aluno, fornecendo métodos de ensino e atividades especializadas.

### Proteção ambiental com IAs amigáveis:
Com IAAs capazes de analisar e padronizar grandes quantidades de dados, esses sistemas de IAs amigáveis conseguem prever riscos e eventos ambientais padronizados, além de implementar práticas eficazes, sustentáveis e de pouco custo.

### IAs amigáveis assistentes na saúde:
A implementação de sistemas de IAA no cuidado ao paciente, por exemplo, com sistemas que ajudam os médicos com suas capacidades de diagnosticar doenças e lesões com mais precisão que um humano comum, garantem um resultado mais rápido para o bem-estar do paciente.

## Pontos chave da inteligência artificial amigável
- As IAs amigáveis são projetadas para seguir os valores humanos gerais e priorizar a segurança dos que a utilizam e ter considerações éticas primárias.
- As IAs amigáveis podem, e costumas, ser aplicadas em diversos campos, tendo geralmente o objetivo de aprimorar e facilitar a vida humana com soluções criativas.
- A base do desenvolvimento de IAs amigáveis é o equilíbrio entre as inovações tecnológicas e os padrões morais e éticos da sociedade humana geral.
- As IAs amigáveis promovem confiança e aceitação entre a população, sendo importante para a adoção generalizada da IA na vida cotidiana.[1]